# Citronella moorei
Citronella moorei är en järneksväxtart som först beskrevs av Ferdinand von Mueller och George Bentham, och fick sitt nu gällande namn av Howard. Citronella moorei ingår i släktet Citronella och familjen Cardiopteridaceae. Inga underarter finns listade i Catalogue of Life.

## Bildgalleri

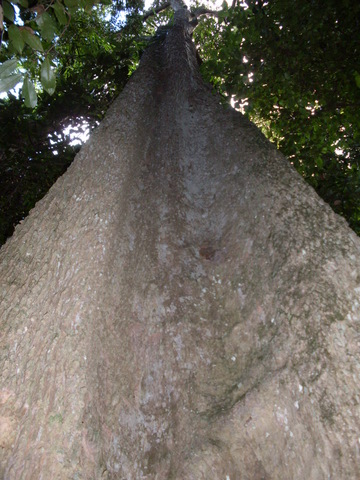
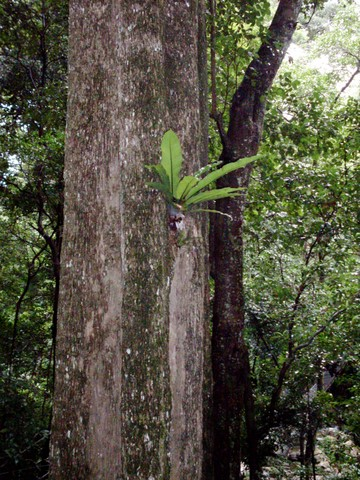
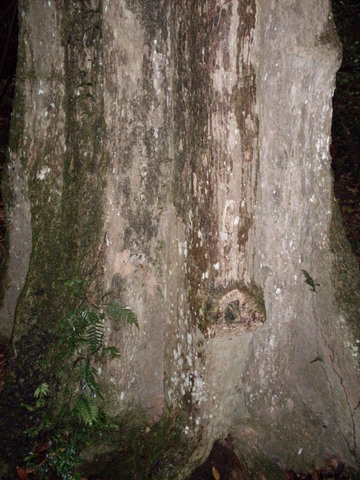
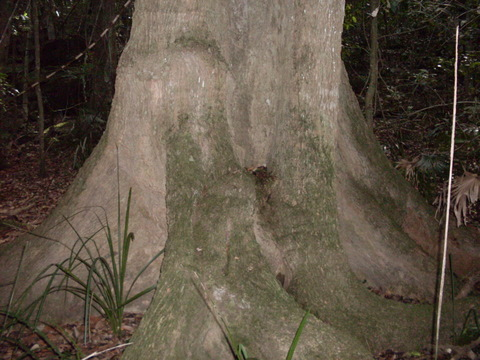
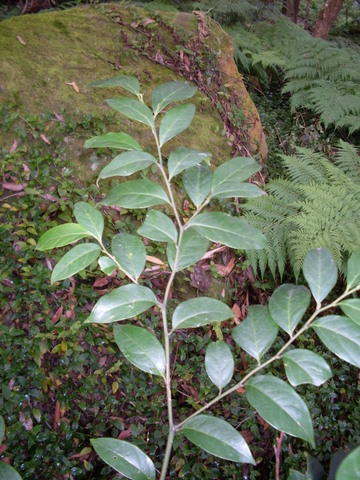
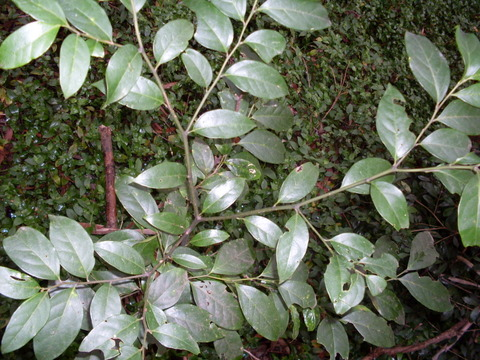